# Karl Darlow
Karl Darlow (Northampton, 8 ottobre 1990) è un calciatore inglese naturalizzato gallese, portiere del Leeds Utd e della nazionale gallese.

## Biografia
È nipote di Ken Leek, ex calciatore professionista.

## Carriera

### Nazionale
Il 28 agosto 2024 viene convocato per la prima volta dal Galles, nazionale delle sue origini, con cui esordisce il 9 settembre seguente nel successo per 1-2 in Nations League in casa del Montenegro.

## Statistiche

### Presenze e reti nei club
Statistiche aggiornate al 1 febbraio 2023.
| Stagione                 | Squadra                  | Campionato               | Campionato | Campionato | Coppe nazionali | Coppe nazionali | Coppe nazionali | Coppe continentali | Coppe continentali | Coppe continentali | Altre coppe | Altre coppe | Altre coppe | Totale | Totale |
| Stagione                 | Squadra                  | Comp                     | Pres       | Reti       | Comp            | Pres            | Reti            | Comp               | Pres               | Reti               | Comp        | Pres        | Reti        | Pres   | Reti   |
| ------------------------ | ------------------------ | ------------------------ | ---------- | ---------- | --------------- | --------------- | --------------- | ------------------ | ------------------ | ------------------ | ----------- | ----------- | ----------- | ------ | ------ |
| 2010-2011                | Nottingham Forest        | FLC                      | 1          | 0          | FACup+CdL       | 0               | 0               | -                  | -                  | -                  | -           | -           | -           | 1      | 0      |
| 2011-gen. 2012           | Nottingham Forest        | FLC                      | 0          | 0          | FACup+CdL       | 0               | 0               | -                  | -                  | -                  | -           | -           | -           | 0      | 0      |
| gen.-giu. 2012           | Newport County           | NL                       | 8          | -6         | FACup           | 0               | 0               | -                  | -                  | -                  | -           | -           | -           | 8      | -6     |
| 2012-gen. 2013           | Walsall                  | FL1                      | 9          | -10        | FACup+CdL       | 0               | 0               | -                  | -                  | -                  | FLT         | 1           | -2          | 10     | -12    |
| gen.-giu. 2013           | Nottingham Forest        | FLC                      | 20         | -24        | FACup+CdL       | 0+1             | 0               | -                  | -                  | -                  | -           | -           | -           | 21     | -24    |
| 2013-2014                | Nottingham Forest        | FLC                      | 43         | -58        | FACup+CdL       | 2+0             | 0               | -                  | -                  | -                  | -           | -           | -           | 45     | -58    |
| 2014-2015                | Nottingham Forest        | FLC                      | 42         | -62        | FACup+CdL       | 0+2             | 0               | -                  | -                  | -                  | -           | -           | -           | 44     | -62    |
| Totale Nottingham Forest | Totale Nottingham Forest | Totale Nottingham Forest | 106        | -144       |                 | 5               | 0               |                    | -                  | -                  |             | -           | -           | 111    | -144   |
| 2015-2016                | Newcastle Utd            | PL                       | 9          | -11        | FACup+CdL       | 0+1             | -1              | -                  | -                  | -                  | -           | -           | -           | 10     | -12    |
| 2016-2017                | Newcastle Utd            | FLC                      | 34         | -32        | FACup+CdL       | 0+2             | 0               | -                  | -                  | -                  | -           | -           | -           | 36     | -32    |
| 2017-2018                | Newcastle Utd            | PL                       | 10         | -15        | FACup+CdL       | 1+1             | -3 + -3         | -                  | -                  | -                  | -           | -           | -           | 12     | -21    |
| 2018-2019                | Newcastle Utd            | PL                       | 0          | 0          | FACup+CdL       | 0+1             | -3              | -                  | -                  | -                  | -           | -           | -           | 1      | -3     |
| 2019-2020                | Newcastle Utd            | PL                       | 0          | 0          | FACup+CdL       | 5+1             | -7 + -1         | -                  | -                  | -                  | -           | -           | -           | 6      | -8     |
| 2020-2021                | Newcastle Utd            | PL                       | 25         | -43        | FACup+CdL       | 0+1             | -1              | -                  | -                  | -                  | -           | -           | -           | 26     | -44    |
| 2021-2022                | Newcastle Utd            | PL                       | 8          | -15        | FACup+CdL       | 0+0             | 0               | -                  | -                  | -                  | -           | -           | -           | 8      | -15    |
| 2022-gen. 2023           | Newcastle Utd            | PL                       | 0          | 0          | FACup+CdL       | 0+1             | -1              | -                  | -                  | -                  | -           | -           | -           | 1      | -1     |
| Totale Newcastle Utd     | Totale Newcastle Utd     | Totale Newcastle Utd     | 86         | -116       |                 | 14              | -20             |                    | -                  | -                  |             | -           | -           | 100    | -136   |
| gen.-giu. 2023           | Hull City                | FLC                      | 0          | 0          | FACup+CdL       | 0+0             | 0               | -                  | -                  | -                  | -           | -           | -           | 0      | 0      |
| Totale carriera          | Totale carriera          | Totale carriera          | 209        | -276       |                 | 19              | -20             |                    | -                  | -                  |             | 1           | -2          | 229    | -298   |

## Palmares

### Club

#### Competizioni nazionali
- Campionato inglese di seconda divisione: 2

Newcastle Utd: 2016-2017
Leeds Utd: 2024-2025